# Proximitra
Proximitra is een geslacht van uitgestorven weekdieren uit de klasse van de Gastropoda (slakken).

## Soorten
- Proximitra apicalis (Hutton, 1873) †
- Proximitra costulosa Marwick, 1965 †
- Proximitra enavata Marwick, 1931 †
- Proximitra enysi (Hutton, 1873) †
- Proximitra parki (R. S. Allan, 1926) †
- Proximitra partinoda Finlay, 1930 †
- Proximitra rutidoloma (Suter, 1917) †